# バーンサオトン郡
座標: 北緯13度35分42秒 東経100度49分50秒 / 北緯13.59500度 東経100.83056度
バーンサオトン郡（バーンサオトンぐん、バンサオトンとも）はタイ中部・サムットプラーカーン県にある分郡（アムプー）。

## 名称
バーンサオトンの「バーン」は水辺の村、「サオトン」は旗を掲揚する柱のことである。これには三つの言われがある。クローン・バーンヤーオ（クローン・バーンサオトン）に堰をつくった際に行き交う船のため目印として旗を立てていたからという説。お祭りや稲の植え付けの際に田のあぜに旗を立てていたからと言う説。もう一つは、田の休みや耕作の開始の合図のために寺に旗を立てていたからと言う説である。

## 歴史
1992年から1993年にかけて当時のバーンプリー郡西部地域に首都圏の高収入家庭をターゲットにした住宅地域、バーンプリー・ニュータウンが建設された。バーンプリー・ニュータウンには約20,000の住宅が建設されており、100,000万人以上の住民を収容することが出来る。ニュータウン東部には学校、警察署、病院、郵便局などの公共施設や市場などの商業地区になっている。さらに大通りを挟んで東や、ニュータウンの西には会社のオフィス並んでおり、ニュータウン自体で大きな一つの地域を形成するようになっている。
1990年代のこの大きな開発は結果的にバーンプリー郡からの分離を促し、1995年4月1日バーンサオトン分郡（キンアムプー）が成立した。
2007年5月15日の政府の決定により81の分郡が郡に昇格することとなった。これにともないバーンサオトン分郡は郡（アムプー）に昇格し、同年8月24日の官報の発行により公的に昇格が確認された。

## 地理
チャオプラヤー川の形成した湿地帯が広がり、その運河が編み目のように郡内を巡っている。
主要な道路は国道34号線（バーンナー・トラート高速道路）と国道3268号線（テーパーラック通り）があり、それぞれが西にバンコク方面東にバーンボー方面に通じている。国道43号線は郡庁の北側を、国道3268号線は郡庁付近を東西に走り、その両道路はムアンマイバーンプリー通りによってつながっている。ムアンマイバーンプリー道路は南に延びており、南の国道3号線（スクムウィット通り）とつながっている。

## 経済
農業や工業が盛んである。農業では米が主要な産物である。また、郡内にはタイ日産、ヤマハの工場がある。

## 行政区分
バーンサオトン分郡は3のタムボンがある。郡内にはテーサバーン（自治体）が設置されており、以下のようになっている。
- テーサバーンタムボン・バーンサオトン・・・タムボン・バーンサオトン、タムボン・シーサチョーラケーヤイの一部。

以下は、郡内のタムボンの一覧である。
1. タムボン・バーンサオトン・・・ตำบลบางเสาธง
2. タムボン・シーサチョーラケーノーイ・・・ตำบลศีรษะจรเข้ใหญ
3. タムボン・シーサチョーラケーヤイ・・・ตำบลศีรษะจรเข้ใหญ